# Haptodus
Haptodus es un género extinto de pelicosaurios perteneciente al clado Sphenacodontia. Era de tamaño pequeño a mediano, midiendo entre 60 y 150 centímetros de longitud y de 3 a 30 kilogramos de peso. Vivió desde finales del período Carbonífero hasta el Pérmico Inferior, en la Pangea ecuatorial. Era un depredador de mediano tamaño, que se alimentaba de insectos y vertebrados pequeños. Es uno de los esfenacodóntidos más primitivos y está relacionado con otros de su tipo (o pudieron ser ancestros de ellos), como Dimetrodon. Este comparte muchas características estructurales del cráneo y el esqueleto con los esfenacodóntidos más especializados. A diferencia de Dimetrodon, Haptodus carecía de aleta dorsal.
Su posición filogenética no está clara; hay autores que lo hacen sinónimo con géneros como Palaeohatteria, Pantelosaurus y Cutleria y otros que dudan de esto y que afirman que es un género polifilético.

## Descubrimiento e historia
Haptodus baylei la especie tipo de Haptodus, es conocido a partir de un único espécimen mal preservado alojado en el Museo Nacional de Historia Natural de Francia en París. Fue recolectado en la localidad de Les Télots, cerca de Autun en Francia, el cual data de la época del Asseliense de la serie del Cisuraliano, hace 299-296.4 millones de años.
H. garnettensis es la especie mejor conocida del género, su holotipo es RM 14156, un esqueleto parcialmente articulado (con material craneal y postcraneal) de un individuo juvenil. Más de 16 especímenes bien preservados de varias etapas ontológicas han sido procedentes de la cantera Garnett, localizado en el condado de Anderson en Kansas, Estados Unidos. Estos fueron recolectados del Miembro Rock Lake de la Formación Stanton (Grupo Lansing), que data de la época del Kasimoviense de finales del Pensilvaniano, hace entre 305-303.9 millones de años.
La taxonomía de muchos pelicosaurios fue revisada en detalle por Alfred Sherwood Romer y Llewellyn Price (1940). Ellos sinonimizaron a muchos géneros, incluyendo a Callibrachion (de Margenne cerca a Autun, Francia), Datheosaurus (de Nowa Ruda en Polonia), Palaeohatteria y Pantelosaurus (ambos de Alemania), con Haptodus, pero preservando a estos taxones como especies separadas. Tras describir a H. garnettensis en 1977, Currie (1979) sinonimizó a todos los haptodontinos europeos, así como a Cutleria wilmarthi, con la especie tipo del género, H. baylei. Más tarde, Laurin (1993 y 1994) consideró que la familia Haptodontinae representaba un grado polifilético de esfenacodontes basales, y revalidaron a Cutleria, Palaeohatteria y Pantelosaurus, mientras que Callibrachion fue considerado como un nomen dubium y Datheosaurus no fue examinado. Laurin también sugirió que la especie tipo del género, H. baylei podría ser también un nomen dubium. Es posible que la única especie bien conocida, H. garnettensis, deba ser reasignada a su propio género si se confirma el estatus dudoso de H. baylei. Su revisión ha sido aceptada desde entonces.

## Galería

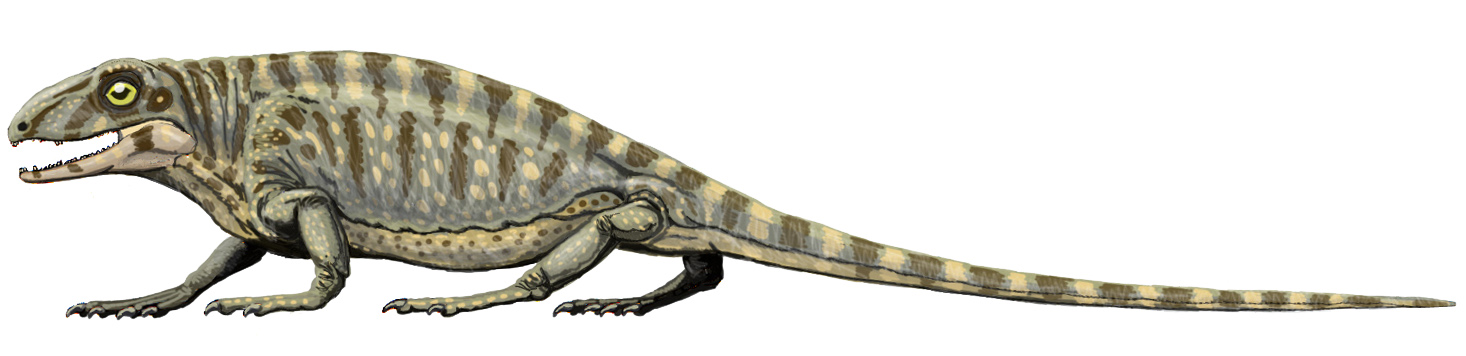
Haptodus garnettensis.